# Calceolaria buchtieniana
Calceolaria buchtieniana, llamada comúnmente amay zapato, zapato y chinza maleta es un arbusto de la familia Calceolaria.

## Usos
Sus flores son utilizadas en infusión para aliviar los dolores relacionados con el posparto por la medicina tradicional en Bolivia.

## Taxonomía
Calceolaria buchtieniana fue descrita por Friedrich Wilhelm Ludwig Kraenzlin y publicado en Repertorium Specierum Novarum Regni Vegetabilis 5: 369. 1908.
Etimología
Calceolaria: nombre genérico que deriva del latín y significa "zapatero".
buchtieniana: epíteto otorgado en honor de Otto Buchtien, director del Museo Nacional de Bolivia.
Sinonimia
- Calceolaria gossypina subsp. jarosloviana López Guillén
- Calceolaria linifolia Pennell
- Calceolaria poikilantha Kraenzl.
- Calceolaria tenuifolia Pennell[3]